# Stanisław Domoradzki
Stanisław Domoradzki – polski matematyk, doktor habilitowany w zakresie historii matematyki.

## Życiorys
Studia w zakresie matematyki na Wydziale Matematyki Uniwersytetu Jagiellońskiego ukończył w 1982. Doktorat Piśmiennictwo matematyczne polskie okresu porozbiorowego (1795–1918) napisany pod kierunkiem Zenona Mosznera obronił na Wydziale Matematyczno-Fizyczno-Technicznym Wyższej Szkoły Pedagogicznej im. Komisji Edukacji Narodowej w Krakowie (27 września 1995). Rozprawę habilitacyjną obronił przed Radą Naukową Instytut Historii Nauki PAN w 2012. 
Pracował od 1985 w WSP w Rzeszowie, od 2001 w Uniwersytecie Rzeszowskim. Zajmuje się historią matematyki i dydaktyką matematyki, autor prawie 140 artykułów z tego zakresu, rozdziałów w monografiach, skryptów z zakresu nauczania matematyki. Współred. Słownika biograficznego matematyków polskich (2003). W latach 1997–1999 kierował projektem KBN: Matematyka polska w XIX i na początku XX wieku. W l. 2012–14 był wykonawcą w grancie NCN, Słownik polskich odkrywców, wynalazców i pionierów nauk matematyczno-przyrodniczych i techniki (4-tomowe wyd. Słownika…, IHN PAN, IPN, 2015). Jest współorganizatorem cyklu międzynarodowych konferencji nt. percepcji nauk matematyczno-przyrodniczych w Europie Środkowo-Wschodniej (Kraków 2013, 2015). Członek Executive Editors 2 tomów „Technical Transactions” poświęconych historii matematyki i nauk przyrodniczych (2014, 2015). 
Kierownik Laboratorium Zagadnień Społeczeństwa Informacyjnego w CIiTWT-P na Wydziale Matematyczno-Przyrodniczym UR. Członek Komitetu Historii Nauki i Techniki PAN w latach 2012–2015 i 2015–2018, Komisji Historii Nauki PAU, przewodniczący Komisji Historii Oddziału Krakowskiego Polskiego Towarzystwa Matematycznego. Od 2015 jest redaktorem naczelnym VI serii Roczników PTM „Antiquitates Mathematicae”.